# Rohovîci, Lokaci
Rohovîci (în ucraineană Роговичі) este un sat în comuna Kozliv din raionul Lokaci, regiunea Volînia, Ucraina.

## Demografie
Componența lingvistică a localității Rohovîci
     Ucraineană (100%)
Conform recensământului din 2001, toată populația localității Rohovîci era vorbitoare de ucraineană (100%).